# Octapa
Octapa är en ort i Mexiko.   Den ligger i kommunen Ixtacamaxtitlán och delstaten Puebla, i den sydöstra delen av landet, 130 km öster om huvudstaden Mexico City. Octapa ligger 2 540 meter över havet och antalet invånare är 195.
Terrängen runt Octapa är lite bergig, och sluttar norrut. Runt Octapa är det ganska tätbefolkat, med 67 invånare per kvadratkilometer. Närmaste större samhälle är Terrenate, 15,7 km söder om Octapa. I omgivningarna runt Octapa växer huvudsakligen savannskog.